# Шушия
Шушия (лак. Шушийми) — село в Новолакском районе Дагестана (на территории Новостроя).
Образует сельское поселение село Шушия как единственный населённый пункт в его составе..

## География
Село расположено на территории Кумторкалинского района, близ трассы Махачкала — Кизляр, недалеко от побережья Каспийского моря.
Ближайшие населённые пункты: на севере — село Ахар на юге — село Новочуртах.

## История
Село основано для переселенцев из села Ямансу Новолакского района, которое до 1996 года называлась Шушия.
В сентябре 1991 года на III съезде народных депутатов республики Дагестан было принято постановление о восстановлении Ауховского района и о переселении лакцев из Новолокского района к побережью Каспийского моря.

## Население
| 2010 | 2012 | 2013 | 2014 | 2015 | 2016 | 2017 |
| ---- | ---- | ---- | ---- | ---- | ---- | ---- |
| 606  | ↗650 | ↗668 | ↗681 | ↗691 | ↗692 | ↗702 |
| 2018 | 2019 | 2020 | 2021 | 2023 | 2024 | 2025 |
| ↗711 | ↗722 | ↗734 | ↘543 | ↗570 | ↗578 | ↗597 |

По данным Всероссийской переписи населения 2010 года:
| № | Национальность | Численность, чел. | Доля |
| - | -------------- | ----------------- | ---- |
| 1 | лакцы          | 554               | 91 % |
| 2 | другие         | 52                | 9 %  |